# Кременецький ясен однолистий
Кремене́цький я́сен одноли́стий — ботанічна пам'ятка природи місцевого значення. Розташована у місті Кременець Тернопільської області, на вулиці Осовиця.
Оголошений об'єктом природно-заповідного фонду рішенням Тернопільської обласної ради від 21 серпня 2000 р. № 187. Площа — 0,01. Перебуває у віданні Кременецького житлово-комунального комбінату.
Декоративна форма ясена звичайного віком близько 100 років, діаметром 70 сантиметрів та висотою 25 метрів.